# Аразли
Аразли (на македонска литературна норма: Аразли) е село в община Валандово, Северна Македония.

## География
Аразли е разположено северозападно от град Валандово. Селото лежи в южното подножие на Плавуш.

## История
В края на XIX век Аразли е изцяло турско село в Дойранска каза на Османската империя. В „Етнография на вилаетите Адрианопол, Монастир и Салоника“, издадена в Константинопол в 1878 година и отразяваща статистиката на населението от 1873 година, Аразли Менекли (Arazli Ménécli) е посочено като селище с 90 домакинства, като жителите му са 187 мюсюлмани. Според статистиката на Васил Кънчов („Македония. Етнография и статистика“) от 1900 година, селото има 350 жители, всички турци.
Селото е изселено през 1953 година, когато има 94 турски жители.